# Zadschal
Das Zadschal (von arabisch زجل, DMG Zaǧal ‚(laut) anstimmen‘ oder ‚die Gemüter rühren‘; spanisch zéjel, französisch zadjal, katalanisch zagal, italienisch zaggial, englisch zajal) ist eine hispanoarabische, strophische Gedicht- und Liedform fester Bauart, die aus dem Muwaschschah hervorgegangen ist und welche im muslimischen al-Ándalus erfunden wurde. Sprachlich ist das Zadschal vollständig in dialektaler arabischer oder iberoromanischer Umgangssprache gehalten.
Heutzutage wird die Tradition des arabischen Zadschal noch als Stegreifdichtung im levantinischen Raum gepflegt, vor allem im Libanon, wo die Zadschalī hohe Anerkennung und Popularität genießen.

## Poetische Struktur
Das Zadschal ist eine Variante des Muwaschschah. Während das Muwaschschah in der Regel fünf bis sieben Strophen umfasst, ist die Anzahl der Strophen des Zadschal unbegrenzt.

### Schema des Muwaschschah
Das Reimschema des Muwaschschah, aus dem das Zadschal hervorgegangen ist, lautet in seiner einfachsten Form:
aa              « Qufl »
bbb aa        « Bayt » (bbb) und  « Qufl » aa
ccc aa
... ..
xxx AA       letztes Qufl = die Chardscha
Die Schlussverse AA der letzten Strophe heißen Chardscha. Die Chardscha ist in arabischem Dialekt gehalten oder gar in mozarabischer Sprache gedichtet, das heißt in einem iberoromanischen Dialekt, allerdings mit arabischen Zeichen geschrieben (Aljamiado). Bis auf die Chardscha ist ein Muwaschschah in arabischer oder hebräischer Hochsprache verfasst.

### Schema des Zadschal
Das Reimschema des Zadschal lautet in seiner einfachsten Form:
aa          « matla » oder Präludium
bbb a     « mudanzas » (bbb) und « vuelta » a
ccc a     « mudanzas » (ccc) und « vuelta » a
... .
xxx a     « mudanzas » (xxx) und « vuelta » a
Das Zadschal besteht aus einem Paarreim (aa) und mehreren dreizeiligen Strophen mit Paarreimen (bbb ccc usw.), « mudanzas » genannt, an die jeweils ein vierter Vers (« la vuelta »), der auf (a) reimt, angehängt ist.
Manche Zadschal besitzen einen Kehrreim (aa), der nach jeder Strophe wiederholt wird.
Im Gegensatz zum Muwaschschah ist das gesamte Zadschal in dialektaler arabischer oder romanischer Umgangssprache gedichtet.
Das einzige literarisches Motiv des Zadschals ist die Liebe, die in volkstümlichem Ton besungen wird.
Der 1881 in Sankt Petersburg wiedergefundene Dīwān, Liedersammlung des arabisch-andalusischen Poeten Ibn Quzman aus Córdoba (1078–1160) stellt die umfangreichste Kompilation von Zadschal-Dichtungen dar.

## Beispiel eines kastilischen Zadschal

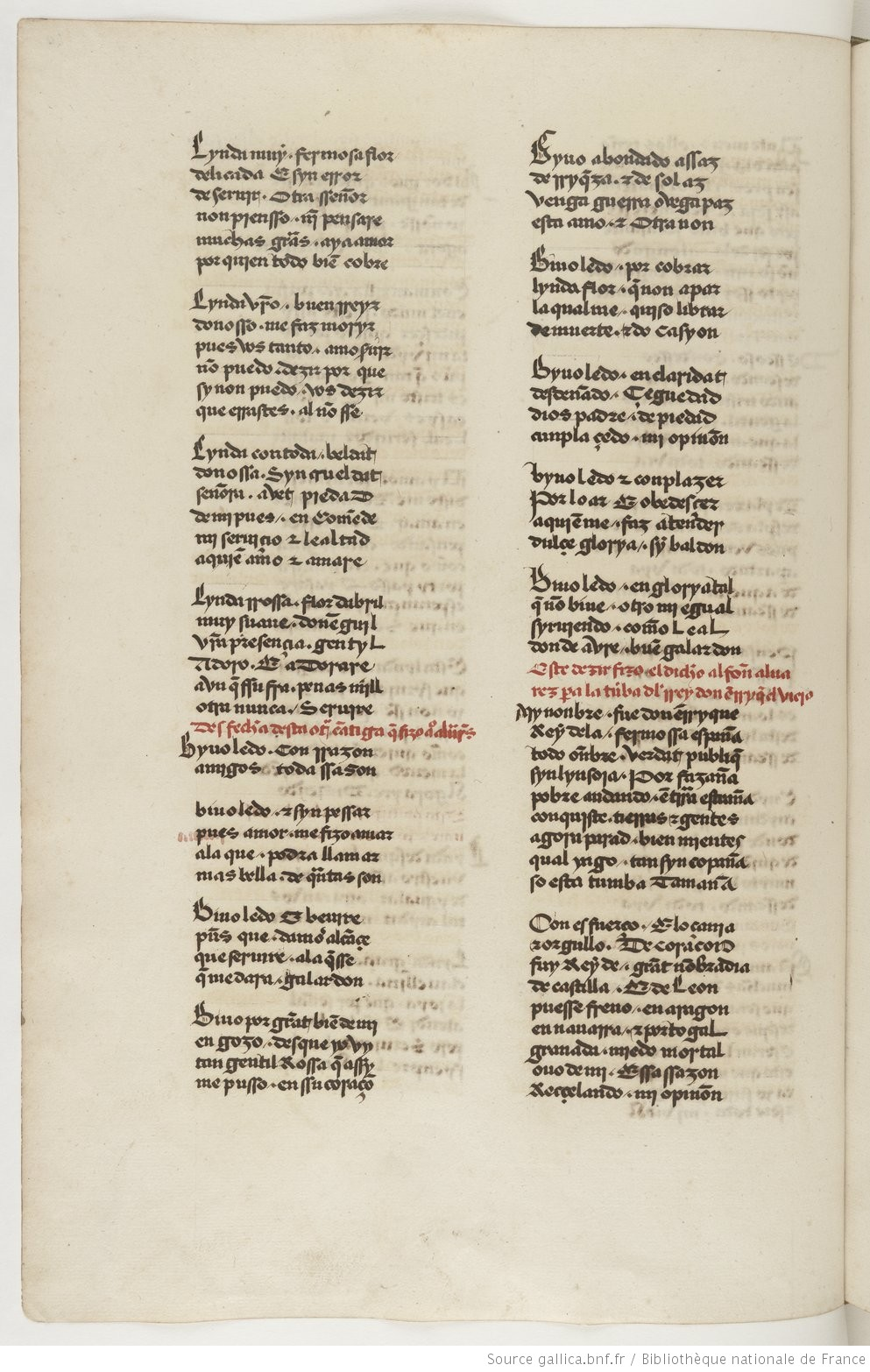
« Byuo [Vivo] ledo con razon / amigos toda sason » — Cancionero de Baena, BnF ms. Esp.37, folio 20v, (Datierung: 1430–1445) — auf Gallica

Die von arabischen Poeten im muslimischen al-Ándalus erfundene Gattung des Zadschal wurde von spanischen und portugiesischen Poeten fortgeführt. Hier ein Beispiel aus dem Cancionero de Baena (15. Jhd.), der umfangreichen Liedersammlung des sephardischen Marranen Juan Alfonso de Baena (um 1375- um 1434), Dichter und Sammler.
Das Beispiel « Vivo ledo con razón » ist in altspanischer, kastilischer Umgangssprache gedichtet und wird traditionell dem Werk des Alfonso Álvarez de Villasandino zugeschrieben, einem Lieddichter aus dem 14./15. Jahrhundert. Sprachlich fällt ein galicisch-portugiesischer Einfluss auf, so zum Beispiel « desfecha » statt kastilisch „deshecha“, « fizo » satt „hizo“.
Die abgebildete Handschrift leitet das Zadschal « Vivo ledo con razón » (linke Spalte, Mitte, in roten Lettern) wie folgt ein:

„Desfecha d'esta cantiga que fizo Alfonso Alvarez [de Villasandino]“

„Schlussgedicht der Cantiga-Kompositionen, welche Alfonso Alvarez [de Villasandino] dichtete.“

Vivo ledo con razón, (a)

amigos, toda sazón. (a)

Vivo ledo e sin pesar, (b)

pues amor me fizo amar (b)

a la que podré llamar (b)

más bella de cuantas son. (a)

Vivo ledo y viviré, (c)

pues de amor alcancé (c)

que serviré a la que sé (c)

que me dará galardón. (a)

...

Zu Recht lebe ich fröhlich,

Freunde, zu jeder Jahreszeit.

Ich lebe fröhlich und ohne Kummer,

Weil Liebe mich lieben ließ

Von der ich sagen kann,

Dass sie schöner ist als viele.

Ich lebe fröhlich und werde leben

Weil ich Liebe erreicht habe

Dass ich der dienen werde, die ich kenne,

Die mich belohnen wird.

## Einfluss des Zadschal auf andere Lied- und Gedichtformen
Der US-amerikanische Musikologe Ned Sublette zitiert den spanischen Romanisten Ramón Menéndez Pidal und zieht eine atemberaubende Verbindungslinie, die von den beiden in al-Ándalus im 11. Jh. erfundenen arabischen Lied- und Gedichtformen, Muwaschschah und Zaǧal, über arabisch-andalusische „nawba, nouba-Musik“, alt-galicisch-portugiesische Cantigas, die Trobadorlyrik und die kastilischen villancicos bis hin zum kubanischen Bolero, Son montuno und Mambo reicht (spanische Konquistadoren in Kuba):
“The verse of the zajal was sung by a solo singer, and the refrain was sung by the chorus. With this easily understood verse form, a traveling juglar could get a crowd to work with him.”
(Die Verse des Zadschal wurden von einem Solosänger und der Refrain von einem Chor gesungen. Mit dieser leicht verständlichen metrischen Form konnte der Spielmann die Menge bewegen, mit ihm zusammenzuarbeiten.)
Der Einfluss des Zadschal auf andere romanische Gedicht- und Musikformen, besonders auf die Trobadorlyrik, bleibt jedoch in der Literatur umstritten.

## Libanesisches Zadschal
Das libanesische Zadschal ist eine im libanesischen Dialekt deklamierte Form. Der früheste Zadschalī im heutigen Libanon war wohl der Bischof Gabriel Al-Qla’i Al-Hafadi (1440–1516), wenn auch einige Gelehrte die Anfänge von Zadschal zwei Jahrhunderte früher ansetzen und mit dem Poeten Suleiman Al-Ashluhi (1270–1335) und einiger seiner Zeitgenossen in Verbindung bringen. Wie sie waren viele der frühen Zadschalī Geistliche. Zadschal avancierte im 19. Jh. zu einer überaus populären Kunstform, als die zahlreichen Dichter zu einer Verfeinerung in Inhalt und Form beigetragen haben.
Die Form des modernen libanesischen Zaǧalabends folgt meist dem Ablauf
- Debatte bzw. ein verbales Duell zwischen zwei oder mehreren Dichtern in der Qassida-Form (eine Ode), gefolgt von
- Debatten in M’anna- und Qerradi-Formen, gefolgt von
- Liebesrezitation in der Ghazal-Form und letztendlich häufig abgeschlossen mit
- einer Liebe bejammern Shruqi-Form.

Das Ganze wird von einem Chor mit Tamburinen und anderen Perkussionsinstrumenten begleitet.
Die regionalen Unterschiede in der Aufwertung von Zadschal im Libanon spiegeln einen bemerkenswerten Umfang zu der ethnischen und konfessionellen Zerteilung wider. Auf der einen Seite haben Gemeinschaften wie Sunniten, Griechisch-Orthodoxe oder Armenier, die die Städte bewohnen und relativ wenig Affinität zu Zaǧal und haben, nur wenige Zaǧalī hervorgebracht. Auf der anderen Seite haben Maroniten, Drusen oder Schiiten, die die libanesischen Berge und ländlichen Gebiete bewohnen, überproportional viele Zadschalī in der jahrhundertelangen Entwicklung des Zadschals hervorgebracht. Diese regionale Ausrichtung wird auch in der Bilderwelt des Zaǧal reflektiert, welche die bukolischen und sinnlichen Empfindlichkeiten der bäuerlichen Landschaft sowie Interessen städtischer Intellektueller widerspiegelt. Jedoch waren viele Dichter in der Lage, diese fließenden Grenzen zu überschreiten und Verse zu komponieren, die ausdrucksvoll nahezu das gesamte Spektrum menschlicher Belange in Angriff nehmen.
Unter dem Titel Al-Zajal, recited or sung poetry ist das libanesische Zadschal Bestandteil der UNESCO-Liste des immateriellen Kulturerbes der Menschheit.